# Valle de Nubra

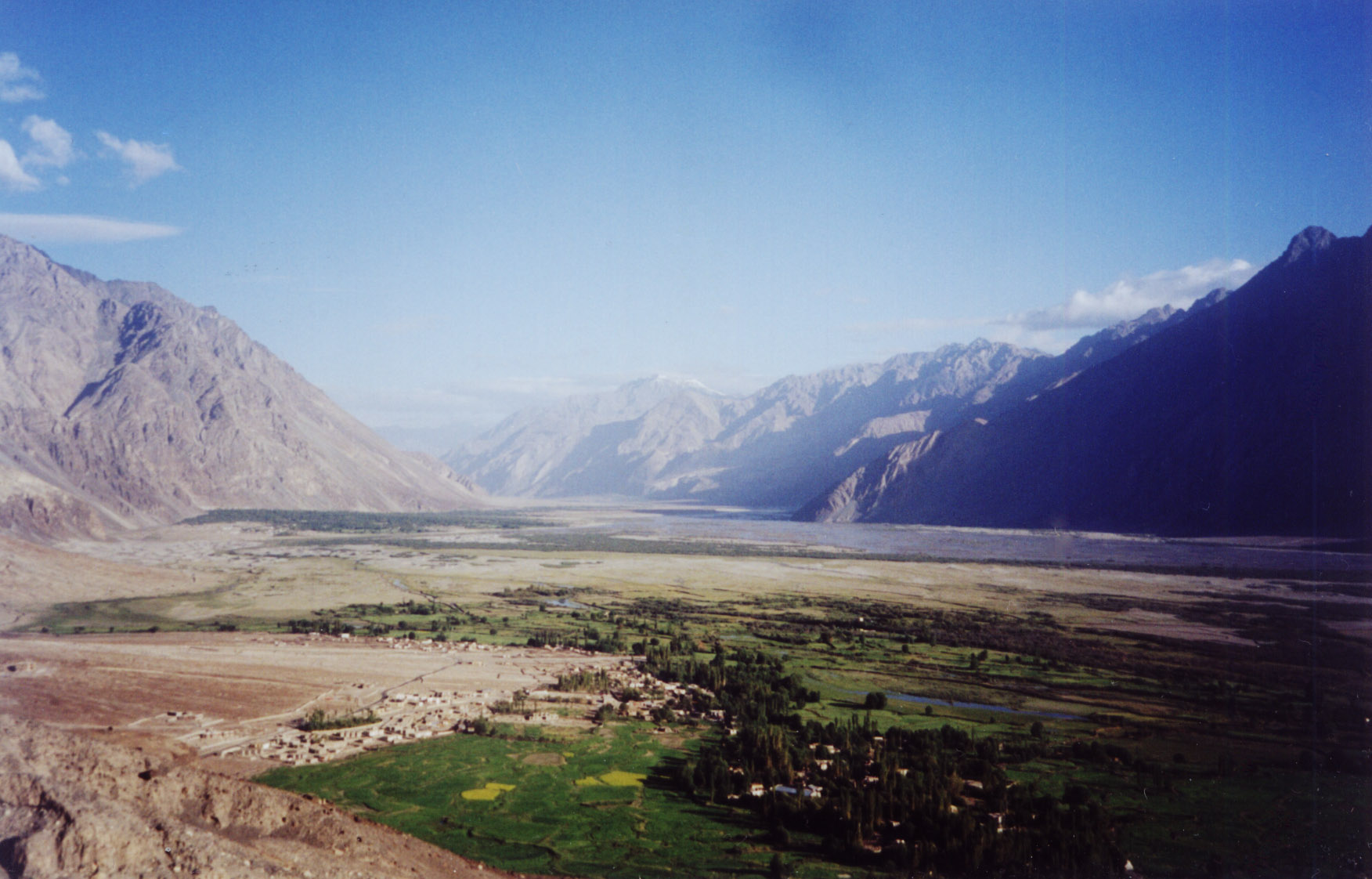
Vista del Gompa de Diskit, en el valle de Nubra.

La región de los ríos Shyok y Nubra

El valle de Nubra (o valle Nubra) es un amplio valle localizado en el norte de la India que se encuentra a unos 150 km al norte de Leh, la ciudad capital de Ladakh. 
La forma usual de acceso al valle es dirigirse a Khardung La desde Leh, donde primero se atraviesa el valle del Shyok. Para ingresar al valle del Nubra se debe cruzar el río Shyok mediante un pequeño puente y pasar un puesto de control militar. Es necesario tener un pase para la "Línea interna" que permita el acceso a esta región. 
En el valle del Nubra hay varias pequeñas localidades, como los pueblos de Sumur y Panamik. Sumur tiene un gompa budista o monasterio mientras que Panamik destaca por sus aguas termales. En el valle del Shyok también hay dos villas accesibles para los extranjeros, Diskit y Hundar: en Diskit hay un gompa muy activo y ubicado en un lugar destacado, y Hundar tiene sus atractivos entre los que se cuentan los exóticos camellos bactrianos, dunas, montañas y picos nevados.